# Biblioteca Weston
La Biblioteca Weston es parte de la Biblioteca Bodleian, la principal biblioteca de investigación de la Universidad de Oxford, reabierta dentro del antiguo edificio de la Biblioteca New Bodleian en la esquina de Broad Street y Parks Road en el centro de Oxford, Inglaterra.

## Historia
De 1937 a 1940, Giles Gilbert Scott trabajó en la New Bodleian Library, en Broad Street, Oxford Generalmente no se considera su mejor trabajo. Al necesitar proporcionar almacenamiento para millones de libros sin construir más alto que las estructuras circundantes, Scott ideó una construcción que se adentra en la tierra, detrás de dos elevaciones no más altas que las que las rodean. Su biógrafo ASG Butler comentó: «En un intento de ser cortés con estos, que varían desde el gótico tardío hasta el Tudor victoriano, Scott produjo un diseño neo-jacobeo no muy impresionante». Un biógrafo posterior, Gavin Stamp, elogió el considerable logro técnico de mantener el edificio a baja escala mediante la construcción bajo tierra, pero está de acuerdo en que estéticamente el edificio no se encuentra entre los diseños más exitosos de Scott. Nikolaus Pevsner lo descartó como «ni una cosa ni otra». 
El edificio fue inaugurado por el rey Jorge VI. La Fundación Rockefeller donó el 60% del costo de 1 millón de libras para el nuevo edificio de la biblioteca. Incluyó salas administrativas y de lectura, junto con una estantería de libros de 11 pisos debajo del edificio. Esto estaba conectado con la biblioteca subterránea Bodleian original por un sistema de cinta transportadora para libros. Todavía es posible caminar bajo tierra entre Radcliffe Camera y el nuevo edificio de la biblioteca.
A principios del siglo XXI, el edificio fue reconstruido internamente detrás de su fachada original para proporcionar mejores instalaciones de almacenamiento para material raro y frágil, así como mejores instalaciones para lectores y visitantes. Reabrió a los lectores como la Biblioteca Weston el 21 de marzo de 2015. Richard Ovenden (Bibliotecario de la Bodleiana) otorgó la Medalla Bodley al profesor Stephen Hawking y David Attenborough como parte de la ceremonia de apertura oficial.
En julio de 2016, el edificio fue preseleccionado para el Premio Stirling a la excelencia en arquitectura.

## Centros y contenidos
La Biblioteca Weston es el lugar donde se archivan las colecciones especiales de las Bibliotecas Bodleian. La biblioteca cuenta con tres salas de lectura y varias salas de seminarios y otros espacios de estudio, así como un Centro de becas digitales y un Centro de becas a visitantes 
De los 13 millones de materiales que poseen las Bibliotecas Bodleian, más de un millón pueden clasificarse como "colecciones especiales". Las colecciones especiales comprenden manuscritos y archivos, libros raros, ephemera impresa, mapas, música y colecciones digitalizadas de las bibliotecas de Oxford.